# Lerista separanda
Lerista separanda este o specie de șopârle din genul Lerista, familia Scincidae, descrisă de Storr 1976. Conform Catalogue of Life specia Lerista separanda nu are subspecii cunoscute.